# Katharina Knap
Katharina Knap (* 1982 in Wien) ist eine österreichische Schauspielerin.

## Leben
Nach kurzem Medizinstudium absolvierte Knap von 2001 bis 2005 ein Schauspielstudium an der Universität für Musik und darstellende Kunst Graz.
Feste Engagements ging sie ein am Schauspielhaus Graz (2004 bis 2006), am Staatstheater Mainz (2006 bis 2011), am Centraltheater Leipzig (2011 bis 2012) sowie von 2013 bis 2016 am Schauspiel Stuttgart. 2013 gastierte sie mit dem Wiener Burgtheater-Ensemble bei den Salzburger Festspielen, 2014 mit dem Schauspiel Stuttgart beim Berliner Theatertreffen. In der Spielzeit 2016/17 war sie Mitglied des Ensembles am Landestheater Niederösterreich.
Seit 2017 ist sie freie Schauspielerin.

## Auszeichnungen
2014 wurde Knap von der Zeitschrift Theater heute zur Nachwuchsschauspielerin des Jahres gekürt.

## Theater (Auswahl)
- 2013: Lumpazivagabundus von Johann Nestroy, Regie: Matthias Hartmann, Salzburger Festspiele, Koproduktion mit dem Burgtheater Wien
- 2013: Onkel Wanja von Anton Tschechow, Regie: Robert Borgmann, Schauspiel Staatstheater Stuttgart
- 2020: Nathan der Weise von Gotthold Ephraim Lessing, Rolle der Sultanin Sittah, Regie: Katrin Plötner, Landestheater Linz

## Filmografie (Auswahl)
- 2017: SOKO Kitzbühel – Into the Wild
- 2018: St. Josef am Berg
- 2019: SOKO Donau – Die Todesliste